# Бытие и время
Бытие и время (нем. Sein und Zeit, 1927) — наиболее важная работа немецкого философа Мартина Хайдеггера, в которой он рассуждает о концепции бытия. С момента публикации «Бытие и время» стало интеллектуальным событием мирового масштаба и было признано одной из знаковых работ XX века в континентальной философии. Книга оказала существенное влияние на философию XX века, в особенности на экзистенциализм, герменевтику и деконструкцию.
Среди причин, которые оказали влияние на написание «Бытия и времени», были произведения двух немецких философов — предшественников Хайдеггера. Первой работой является «Значение бытия согласно Аристотелю» Франца Брентано, а второй — «Логические исследования» Эдмунда Гуссерля. Работы Брентано оказали существенное влияние на философию Гуссерля, который, в свою очередь, был учителем для Хайдеггера, и чьи работы вдохновили последнего на создание его magnum opus. «Значение бытия согласно Аристотелю» сподвигло Хайдеггера на изучение вопроса о бытии, а феноменологический метод, чьим основателем считается Эдмунд Гуссерль, является тем способом, при помощи которого Хайдеггер пытался решить вопрос о бытии.

## История опубликования
Книга была опубликована весной 1927 года в т. VIII «Ежегодника» Гуссерля и одновременно отдельным изданием по требованию академических кругов. Хайдеггер работал профессором в Марбурге с 1923 года, но на протяжении около 10 лет почти ничего не публиковал, поэтому если он хотел претендовать на должность во Фрайбургском университете, то ему было необходимо представить какую-нибудь рукопись. Во время преподавания в Марбургском университете Хайдеггер начинает работу над «Бытием и временем», основная часть была написана в Тодтнауберге, где у философа была собственноручно построенная хижина, где в 1926 году рукопись была окончена. В 1928 году Эдмунд Гуссерль выходит на пенсию, и Хайдеггер занимает его место на кафедре во Фрайбургском университете.
Много лет спустя Хайдеггер вспоминал:

«Коллега Хайдеггер, Вы должны, наконец, что-нибудь опубликовать. Есть ли у Вас подходящая рукопись?» С этими словами в один из дней зимнего семестра 1925/26 годов в мой кабинет вошел декан философского факультета университета Марбурга. «Конечно» — отвечал я. «Рукопись должна быть немедленно напечатана!» — заметил декан. Дело заключалось в том, что факультет рекомендовал меня unico loco в качестве преемника Николая Гартмана на должность первого ординарного профессора. Между тем министерство в Берлине отклонило это предложение, мотивируя своё решение тем, что я ничего не публиковал уже десять лет.
Теперь речь шла о том, чтобы предать гласности столь долго оберегаемую работу. Издательство Макса Нимейера было готово, благодаря Гуссерлю, немедленно напечатать первые пятнадцать листов моего произведения, которое должно было целиком выйти в гуссерлевском «Ежегоднике». В скором времени два сигнальных экземпляра были переданы факультетом в министерство. Спустя немалый срок они вернулись на факультет с пометкой: «Недостаточно». В феврале следующего года (1927) и в восьмой книжке «Ежегодника» и отдельным изданием появились полные тексты «Бытия и времени». В ответ на это министерство, по истечении полугода, отклонило свой отрицательный приговор и произвело назначение.
— М. Хайдеггер, «Мой путь в феноменологию»
В первом и нескольких последующих изданиях книга была обозначена как «Первая половина». По первоначальному проекту, описание которого приведено во введении, трактат должен был состоять из двух частей:
Часть I. Интерпретация присутствия (Dasein) на временность (Zeitlichkeit) и экспликация времени как трансцендентального горизонта вопроса о бытии, распадающаяся на три раздела: 1) Подготовительный фундаментальный анализ присутствия; 2) Присутствие и временность; 3) Время и бытие.
Часть II. Основные линии феноменологической деструкции истории онтологии по путеводной нити проблематики темпоральности, также распадающаяся на три раздела, посвящённые соответственно Канту, Декарту и Аристотелю.
Однако лишь первые два раздела первой части были написаны и вошли в опубликованный трактат. Впоследствии Хайдеггер снял обозначение «Первая половина».
С 1977 года издаётся с приложением заметок на полях, которые Хайдеггер вносил в свой экземпляр «Бытия и времени» до конца жизни.

## Структура
- Введение.
- Первая часть: интерпретация присутствия на временность
  - Раздел первый: Подготовительный фундаментальный анализ присутствия
    - Гл.1. Экспозиция задачи подготовительного анализа присутствия
    - Гл.2. Бытие-в-мире вообще как основоустройство присутствия
    - Гл.3. Мирность мира (нем. Die Weltlichkeit der Welt)
    - Гл.4. Бытие-в-мире как событие и бытие самости. Люди.
    - Гл.5. Бытие-в как таковое (нем. Das In-Sein als solches)
    - Гл.6. Забота как бытие присутствия (нем. Die Sorge als Sein des Daseins)

  - Раздел второй: Присутствие и временность (нем. Dasein und Zeitlichkeit)
    - Гл.1. Возможная целость присутствия и бытие к смерти
    - Гл.2. Присутствиеразмерное свидетельство собственной способности быть и решимость
    - Гл.3. Собственная способность присутствия быть целым и временность как онтологический смысл заботы
    - Гл.4. Временность и повседневность (нем. Zeitlichkeit und Alltäglichkeit)
    - Гл.5. Временность и историчность (нем. Zeitlichkeit und Geschichtlichkeit)
    - Гл.6. Временность и внутривременность как источник расхожей концепции времени

В издании 1927 года присутствует посвящение:

«Эдмунду Гуссерлю в почитании и дружбе посвящается. Тодтнауберг в Бад. Шварцвальде, 8 апреля 1926»— Мартин Хайдеггер, "Бытие и время"
Эпиграфом к «Бытию и времени» становится отрывок из диалога Платона «Софист»:

«Ибо очевидно ведь вам-то давно знакомо то, что вы собственно имеете в виду, употребляя выражение „сущее“, а мы верили, правда когда-то, что понимаем это, но теперь пришли в замешательство» Есть ли у нас сегодня ответ на вопрос о том, что мы собственно имеем в виду под словом «сущее»? Никоим образом. И значит вопрос о смысле бытия надо поставить заново. Находимся ли мы сегодня хотя бы в замешательстве от того, что не понимаем выражение «бытие»? Никоим образом. И значит надо тогда прежде всего сначала опять пробудить внимание к смыслу этого вопроса. В конкретной разработке вопроса о смысле «бытия» назначение нижеследующей работы. В интерпретации времени как возможного горизонта любой понятности бытия вообще ее предварительная цель.
Ориентация на такую цель, заключенные в таком намерении и потребные для него разыскания и путь к этой цели нуждаются во вводном прояснении."— Платон, "Софист 244 а"

## Содержание
В первых главах своего трактата Хайдеггер следует идее Платона о том, что необходимо возобновить вопрос о смысле бытия. Он говорит о том, что «бытие» это наиболее общее понятие, но при этом оно не становится более понятным для человека. Во-вторых, невозможно четко определить понятие «бытия», но также нельзя отказываться от вопроса о его смысле. И, в-третьих, несмотря на то, что люди окружены бытийными понятиями, это не значит, что смысл бытия понятен. Таким образом, Хайдеггер доказывает, что необходимо вновь обратиться к вопросу о бытии и его смысле. Далее философ описывает в своей работе такие понятия, как «Бытие», «Время», «Dasein», «Герменевтика», «Экзистенциализм» и т. д.
Бытийный вопрос для Хайдеггера являлся основой его работы. По его словам, разработка бытийного вопроса — это высвечивание некого сущего в его бытии. Бытие никак не может обходиться без сущего, они тесно взаимосвязаны. Бытие — это всегда бытие сущего. Более того, бытие может становиться понятным только в горизонте времени. Dasein, также известное в различных переводах как «присутствие» или «вот-бытие», является одним из основных понятий работы Хайдеггера. По его словам, Dasein — это сущее, обладающее способностью вопрошать о бытии. Смыслом же этого понятия является временность. То есть, только человек может осознавать свою смертность, временность существования, поэтому он может осознать свое бытие. Dasein определяется экзистенцией. Таким образом, по Хайдеггеру экзистенциальность является неким бытийным устройством сущего, которое экзистирует.
Книга завершается вопросом — «Время само открывается как горизонт бытия?».

## Влияние
«Бытие и время» было воспринято как результат кризиса немецкой культуры после поражения в Первой мировой войне. В таком ключе произведение сравнивалось с такими работами, как «Дух утопии» Эрнста Блоха (1918), «Закат Европы» Освальда Шпенглера (1918), «Звезда спасения» Франца Розенцвейга (1921), «Послание к римлянам» Карла Барта (1922), «Mein Kampf» Адольфа Гитлера (1925). 
После публикации произведения Хайдеггер моментально стал знаменитым. Книгу признали новаторским философским сочинением, а также одним из влиятельнейших трудов экзистенциальной философии хотя многие идеи Хайдеггер заимствовал у основоположника экзистенциализма Сёрена Кьеркегора, ("Заключительное ненаучное послесловие к «Философским крохам»). 
Естественно, вокруг «Бытия и времени» велись споры и дискуссии. Также, произведение Хайдеггера оказало огромное влияние на множество философов и других деятелей XX века. Жан-Поль Сартр написал свое «Бытие и ничто» (1943) под влиянием работы немецкого философа. Считается, что «Онтология Гегеля и основание теории историчности» (1932) Герберта Маркузе, также, возможно, написана под влиянием «Бытие и времени». Хайдеггер оказал влияние и на психоанализ Жака Лакана, цитировавшего «Бытие и время» в своем тексте в 1953 году. Среди других произведений, которые были частично или полностью вдохновлены сочинением Хайдеггера, были «Различие и повторение» Жиля Делёза (1968), «Барьер Сантароги» Фрэнка Герберта (1968), «Бытие и событие» Алена Бадью (1988).

## Первое издание
- Heidegger M. Sein und Zeit // Jahrbuch für Philosophie und phänomenologische Forschung. Band. VIII. Halle: Max Niemeyera, 1927. 438 s.